# Ренато Кайзер
Ренато Кайзер де Соуза (порт. Renato Kayzer de Souza, нар. 17 лютого 1996, Тупансі) — бразильський футболіст, нападник «Атлетіко Паранаенсе».

## Клубна кар'єра

### Васко да Гама
Народившись в Тупансі, штат Парана, Кайзер в ранньому віці переїхав до Сан-Вісенте, штат Сан-Паулу, і розпочав свою кар'єру в молодіжній команді «Сантоса». Згодом він грав за юнацькі команди клубів «Деспортіво Бразіл» та «Васко да Гама».
Кайзер дебютував у першій команді «Васко да Гами» у матчі Серії А 16 вересня 2015 року, вийшовши на заміну замість Сержиньйо в другому таймі у виїзній грі проти «Крузейро» (2:2). До кінця сезону він з'явився на полі ще лише у двох матчах, обидва рази виходячи на заміну.
26 лютого 2016 року Кайзер був відданий в оренду клубу «Оесте» до кінця року, але зігравши лише 5 ігор в чемпіонаті штату вже 24 травня достроково оренда була припинена і другу частину року він грав за «Португезу Деспортос» з Серії С також на правах оренди, але теж стати основним гравцем не зумів.
Згодом Кайзер також на правах оренди грав за клуби «Вілла-Нова», «Ферровіарія» і «Тупі».

### Крузейро
9 квітня 2018 року Кайзер підписав контракт з «Крузейро» і був відразу відданий в оренду в «Атлетіко Гоянієнсе» з Серії В. Там нападник став основним гравцем і забив сім голів у 33 іграх чемпіонату.
Кайзер повернувся до «Крузейро» на сезон 2019, але зіграв лише 6 ігор в чемпіонаті штату і згодом знову здавався в оренду, спочатку в клуб «Понте Прета», а потім «Шапекоенсе».
29 грудня 2019 року Кайзер повернувся в «Атлетіко Гоянієнсе», також в оренду. Там Ренато став найкращим бомбардиром року, забивши 10 голів у 16 матчах в усіх турнірах, привернувши уваги більш статусних клубів.

### «Атлетіко Паранаенсе»
25 вересня в 2020 року перейшов у «Атлетіко Паранаенсе», підписавши угоду до грудня 2023 року. Трансфер склав 5 мільйонів реалів.

## Титули і досягнення
- Володар Південноамериканського кубка: 2021

## Статистика
Станом на 29 березня 2021
| Клуб                  | Сезон   | Ліга          | Ліга | Ліга  | Чемпіонат штату | Чемпіонат штату | Кубок | Кубок | Міжнародні | Міжнародні | Інше | Інше  | Всього | Всього |
| Клуб                  | Сезон   | Дивізіон      | Ігор | Голів | Ігор            | Голів           | Ігор  | Голів | Ігор       | Голів      | Ігор | Голів | Ігор   | Голів  |
| --------------------- | ------- | ------------- | ---- | ----- | --------------- | --------------- | ----- | ----- | ---------- | ---------- | ---- | ----- | ------ | ------ |
| «Васко да Гама»       | 2015    | Серія A       | 2    | 0     | 0               | 0               | 1     | 0     | —          | —          | —    | —     | 3      | 0      |
| «Оесте»               | 2016    | Серія B       | 0    | 0     | 5               | 0               | 0     | 0     | —          | —          | —    | —     | 5      | 0      |
| «Португеза Деспортос» | 2016    | Серія C       | 5    | 0     | —               | —               | —     | —     | —          | —          | —    | —     | 5      | 0      |
| «Вілла-Нова»          | 2017    | Серія D       | 0    | 0     | 9               | 0               | —     | —     | —          | —          | —    | —     | 9      | 0      |
| «Ферровіарія»         | 2017    | Ліга Пауліста | —    | —     | 0               | 0               | —     | —     | —          | —          | 20   | 3     | 20     | 3      |
| «Тупі»                | 2018    | Серія C       | 0    | 0     | 11              | 5               | —     | —     | —          | —          | —    | —     | 11     | 5      |
| «Атлетіку Гоянієнсі»  | 2018    | Серія B       | 33   | 7     | —               | —               | —     | —     | —          | —          | —    | —     | 33     | 7      |
| «Крузейро»            | 2019    | Серія A       | 0    | 0     | 6               | 0               | 0     | 0     | 0          | 0          | —    | —     | 6      | 0      |
| «Понте-Прета»         | 2019    | Серія B       | 2    | 0     | —               | —               | —     | —     | —          | —          | —    | —     | 2      | 0      |
| «Шапекоенсе»          | 2019    | Серія A       | 14   | 1     | —               | —               | —     | —     | —          | —          | —    | —     | 14     | 1      |
| «Атлетіку Гоянієнсі»  | 2020    | Серія A       | 5    | 3     | 7               | 5               | 3     | 2     | —          | —          | —    | —     | 15     | 10     |
| «Атлетіку Паранаенсі» | 2020    | Серія A       | 27   | 8     | —               | —               | —     | —     | 2          | 0          | —    | —     | 29     | 8      |
| «Атлетіку Паранаенсі» | 2021    | Серія A       | 0    | 0     | 0               | 0               | 0     | 0     | 0          | 0          | —    | —     | 0      | 0      |
| «Атлетіку Паранаенсі» | Всього  | Всього        | 27   | 8     | 0               | 0               | 0     | 0     | 2          | 0          | —    | —     | 29     | 8      |
| Загалом               | Загалом | Загалом       | 88   | 19    | 38              | 10              | 4     | 2     | 2          | 0          | 20   | 3     | 152    | 34     |